# Universal Soldier : Le Jour du jugement
Pour un article plus général, voir Universal Soldier (série de films).
Série Universal Soldier
Universal Soldier : Régénération
(2010)
Pour plus de détails, voir Fiche technique et Distribution.
Universal Soldier : Le Jour du jugement ou Universal Soldier: La vengeance au Québec (Universal Soldier: Day of Reckoning), est un film américain réalisé par John Hyams, sorti en 2012. Le film est disponible en 3D.

## Synopsis
John (Scott Adkins) sort d’un coma et découvre que sa femme et sa fille ont été massacrées lors d’une intrusion brutale de sa maison. Hanté par les images cette attaque, il jure de tuer le responsable : Luc Deveraux (Jean-Claude Van Damme). Tandis que John tente de remettre de l’ordre dans son esprit, les choses se compliquent lorsqu’un UniSol acharné nommé Magnus (Andrei Arlovski) se lance à sa poursuite le retrouve chez Sarah. Lors d'une bagarre, John se fait trancher à coup de hache les phalanges, est secouru par Sarah dont John récupère la hache de Magnus pour lui trancher son pied avant de s'enfuir avec Sarah. Plus tard à l'hôtel, alors qu'elle le soigne, elle lui affirme qu'ils ont été en couple pendant un certain temps jusqu'à que John sous l'emprise de l'alcool tabasse à mort un homme qui l'avait regardée.
Pendant ce temps, Deveraux et l’UniSol Andrew Scott (Dolph Lundgren), toujours en vie, se préparent à mener un combat contre l’anarchie et à bâtir un nouvel ordre régi par les UniSol, non surveillé par le gouvernement.  Tout en éliminant les faibles soldats, ils entraînent les plus forts au combat à mort. Luc est devenu le régisseur de l’Unisol Church of Eventualism, réunissant les UniSols rebelles que le gouvernement avait secrètement utilisé comme agents dormants commandés à distance. Sa mission est de libérer ces UniSols de leur mémoire artificielle implantée et ainsi de tous les mensonges que le gouvernement avait inséré en eux.
Tandis que John se rapproche de Deveraux et de l’armée rebelle de soldats génétiquement améliorés, il en découvre plus sur lui-même et commence à remettre en cause tout ce qu’il croyait vrai jusqu’alors.
Par la suite, après avoir tué Magnus, il se réfugie avec Sarah dans une cabane, rencontre son clone qui lui indique où John peut se faire virer l'implant, le clone après avoir essayé de tuer Sarah meurt fusillé par John qui ordonne ensuite à Sarah de virer l'implant & la libère en lui filant les clés de la voiture volée. John part seul traverser la rivière pour aller au repaire des Unisol, rencontre les 2 médecins et ces derniers lui font apprendre qu'il n'a jamais eu de famille et choisissent de lui retirer les souvenirs artificiels ce que John accepte mais bascule dans la folie. Furieux, il se libère, tue tous les unisols, y compris Andrew Scott et le meurtrier de sa famille : Luc Deveraux. Il découvre les unisol restants, et ces derniers se soumettent à lui maintenant que John est devenu leur nouveau patron.
Le lendemain il retrouve l'inspecteur et accuse ce dernier d'avoir descendu sa famille, mais apprend qu'il a obligé Deveraux d'y accomplir le meurtre & l'abat. Le clone de l'inspecteur sort de la camionnette,  (bien entendu, les unisol restants se débarrassent du cadavre) remonte dans son véhicule et s'en va. John fit de même dans sa camionnette et repense aux précédents souvenirs qu'il a eus avec sa famille.

## Fiche technique
Sauf indication contraire, les informations mentionnées dans cette section peuvent être confirmées par la base de données cinématographiques IMDb,  présente dans la section « Liens externes ».
- Titre original : Universal Soldier: Day of Reckoning
- Titre français : Universal Soldier : Le Jour du jugement
- Titre québécois : Universal Soldier: La vengeance
- Réalisateur : John Hyams
- Scénario : John Hyams, Doug Magnuson et Jon Greenhalgh, d'après une histoire de John Hyams et Moshe Diamant, d'après les personnages créés par Richard Rothstein, Christopher Leitch et Dean Devlin
- Musique : Michael Krassner, Wil Hendricks et Robin Vining
- Direction artistique : Jeremy Woolsey
- Décors : Nate Jones et Andrew W. Bofinger
- Costumes : Kim Martínez
- Photographie : Yaron Levy
- Son : Tom Efinger, Neil Fazzari, Ben Jacob
- Montage : John Hyams et Andrew Drazek
- Production : Craig Baumgarten et Moshe Diamant

Producteur exécutif : Yoram Barzilai
Producteurs associés : Lori Burchfield, Keith Collea, Stacy Frankel, James Portolese et Katerina Slantcheva
Producteurs délégués : Mark Damon, Steven A. Frankel, James Gibb, Bobby Ranghelov, Allen Shapiro, Courtney Solomon et Gregory M. Walker
- Sociétés de production[1] : Signature Pictures et Baumgarten Management and Productions (BMP), avec la participation de Foresight Unlimited
- Sociétés de distribution[1] : 
  - États-Unis : Magnet Releasing, Magnolia Pictures (sortie cinéma) ; Sony Pictures Home Entertainment (sortie DVD et Blu-Ray)
  - France : Entertainment One (sortie DVD et Blu-Ray)
  - Canada : Entertainment One (Tous médias) ; Paradox Entertainment Group (sortie DVD et Blu-Ray)
- Budget : 11,5 millions de dollars[2]
- Pays d'origine :  États-Unis
- Langue originale : anglais
- Format[3] : couleur (DeLuxe) - 2,35:1 (Cinémascope) - son Dolby Digital
- Genre : action, science-fiction
- Durée : 114 minutes
- Dates de sortie[4] :
  - États-Unis : 22 septembre 2012 (Austin Fantastic Fest) ; 25 octobre 2012 (sortie internet) ; 30 novembre 2012 (sortie limitée)
  - France : 21 novembre 2012 (Paris International Fantastic Film Festival) ; 23 janvier 2013 (sortie DVD et Blu-Ray)
- Classification[5] :
  -  États-Unis : R – Restricted (Les enfants de moins de 17 ans doivent être accompagnés d'un adulte).
  -  France : Interdit aux moins de 12 ans

## Distribution
- Scott Adkins (VF : Mathieu Moreau) : John
- Jean-Claude Van Damme (VF : Jean-Michel Vovk) : Luc Deveraux
- Dolph Lundgren (VF : Robert Dubois) : Andrew Scott
- Kristopher Van Varenberg : Miles
- Andrei Arlovski : Magnus
- Mariah Bonner : Sarah
- David Jensen : Dr Su
- Rus Blackwell : agent Gorman
- James DuMont : Dr Timothy Brady
- Audrey P. Scott : Emma
- Dane Rhodes : Ron Castellano

Source et légende : version française (VF) selon le carton du doublage français sur le DVD zone 2.

## Accueil

### Accueil critique
Aux États-Unis, le film a reçu un accueil critique mitigé :
- Sur Internet Movie Database, il obtient un score de 5,0⁄10 sur la base de 18 947 critiques[6].
- Sur Metacritic, il obtient un score plutôt favorable de la presse 58⁄100 sur la base de 18 critiques mais un score plutôt faible du public 5,6⁄10 basé sur 32 évaluations[7].
- Sur l'agrégateur américain Rotten Tomatoes, il a reçu un accueil critique plutôt favorable, recueillant 57 % de critiques positives, avec une moyenne de 5,19⁄10 sur la base de 29 critiques positives et 22 négatives[8].

En France, le film a reçu des critiques défavorables sur Allociné :
- Il obtient une moyenne de 2,1⁄5 sur la base 105 critiques de la part des spectateurs[9].

### Box-office
| Pays ou région            | Box-office  | Date d'arrêt du box-office               | Nombre de semaines |
| ------------------------- | ----------- | ---------------------------------------- | ------------------ |
| États-Unis (1er week-end) | 3 181 $     | du 30 novembre 2012 au 1er décembre 2012 | -                  |
| États-Unis                | 5 460 $     | 16 décembre 2012                         | 3                  |
| Total hors États-Unis     | 1 396 847 $ | 20 décembre 2012                         | 5                  |
| Total mondial             | 1 402 307 $ | 20 décembre 2012                         | 5                  |

## Saga

### Films
- 1992 : Universal Soldier (1992) de Roland Emmerich
- 1999 : Universal Soldier : Le Combat absolu (Universal Soldier: The Return) de Mic Rodgers
- 2009 : Universal Soldier : Régénération de John Hyams
- 2012 : Universal Soldier : Le Jour du jugement de John Hyams

### Téléfilms
- 1998 : Universal Soldier 2 : Frères d'armes (Universal Soldier II: Brothers in Arms) de Jeff Woolnough
- 1999 : Universal Soldier 3 : Ultime vengeance (Universal Soldier III: Unfinished Business) de Jeff Woolnough